# ChicagoFest
Le ChicagoFest est un festival de musique qui se tint chaque été, pendant une quinzaine de jours sur la jetée Navy à Chicago, entre 1978 et 1982. Il attira de prestigieux artistes comme Alice Cooper, Cheap Trick, Arlo Guthrie, Eddy Clearwater, Willie Nelson ou Muddy Waters. Le public se pressa en nombre pour y assister, on compta jusqu'à 500 000 spectateurs par jour dans ses meilleures années. En 1982, des leaders du mouvement des droits civiques, dont Jesse Jackson, appelèrent à son boycott, afin de protester contre la nomination de seuls Blancs, au sein de l'administration de la cité. Stevie Wonder annonça qu'il annulait son concert et des manifestants se tenaient devant l'entrée du festival, qui perdit cette année-là des millions de dollars,.

## Sources
- Jane Byrne, My Chicago, Evanston, Ill. : Northwestern University Press, 2004.  (ISBN 9780810120877)
- William J. Grimshaw, Bitter fruit : Black politics and the Chicago machine, 1931-1991 Chicago : University of Chicago Press, 1992.  (ISBN 9780226308937)